# Stephen Katz (Tontechniker)
Stephen Michael „Steve“ Katz (geboren Februar 1945; gestorben 2023) war ein US-amerikanischer Toningenieur und Tontechniker.

## Leben und Werk
Von 1966 bis 1972 arbeitete Katz als Toningenieur in Juggy Murrays Aufnahmestudio Juggy Sound Studio/Sound Exchange Studios in New York City. Er war unter anderem an Aufnahmen von Tina Britt, Les DeMerle, Wilbert Harrison, Ramsey Lewis, Shirley Scott, Dave Van Ronk, McKendree Spring und Jerry Jeff Walker beteiligt.
1971 gründete Katz gemeinsam mit Richard Factor und Orville Greene das Tontechnikunternehmen Eventide, Inc. Nach einem Brand in seinem Büro verließ er das Unternehmen und zog nach Nashville, wo er kurzzeitig für Harrison Audio Consoles tätig war.
Von 1972 bis 1976 arbeitete Katz in Kalifornien als Ingenieur bei Dolby Laboratories. Ab Mitte der 1970er Jahre wirkte er als Berater für Dolby an Filmproduktionen wie Nashville, Der schwarze Fluß, Flucht ins 23. Jahrhundert, A Star Is Born, Krieg der Sterne und Unheimliche Begegnung der dritten Art.
1979 wurde Katz gemeinsam mit Ray Dolby, Ioan Allen, David P. Robinson und Philip S. J. Boole für die Entwicklung und Einführung eines verbesserten Tonaufnahme- und Wiedergabesystems für die Produktion und Vorführung von Filmen („for the development and implementation of an improved Sound Recording and Reproducing System for motion picture production and exhibition“) mit einem Academy Scientific & Engineering Award ausgezeichnet. Im selben Jahr war er gemeinsam mit Gene S. Cantamessa, Robert Knudson, Don MacDougall, Robert J. Glass, Frank E. Warner, Richard Oswald, David M. Horton, Sam Gemette, Gary S. Gerlich, Chester Slomka und Neil Burrow für seine Arbeit an Steven Spielbergs Science-Fiction-Film Unheimliche Begegnung der dritten Art bei den British Academy Film Awards in der Kategorie Bester Ton nominiert.
Mitte der 1980er Jahre zog er sich aus der Arbeit als Tontechniker zurück und arbeitete bis Mitte der 1990er Jahre in einem Technikverleih für Filmproduktionen. Anschließend war er freiberuflich tätig und verfasste unter anderem Reports und Empfehlungen zu Filmfinanzierungen. Später wandte er sich dem Schreiben von Drehbüchern zu.
Stephen Katz lebte zuletzt im kalifornischen Beaumont. Seine Frau Aundrea H. Katz, mit der er 35 Jahre verheiratet war, verstarb 2021. Katz starb im Sommer 2023 und wurde in seinem letzten Wohnort beigesetzt. Er hinterließ einen Sohn.

## Filmografie
- 1975: Nashville
- 1976: Der schwarze Fluß (The River Niger)
- 1976: Flucht ins 23. Jahrhundert (Logan’s Run)
- 1976: A Star Is Born
- 1977: Krieg der Sterne (Star Wars)
- 1977: Unheimliche Begegnung der dritten Art (Close Encounters of the Third Kind)
- 1978: FM – Die Superwelle (FM)
- 1978: The Band (The Last Waltz, Dokumentarfilm)
- 1978: In der Glut des Südens (Days of Heaven)
- 1978: Der Herr der Ringe (The Lord of the Rings)
- 1978: Die durch die Hölle gehen (The Deer Hunter)
- 1979: The Who: The Kids Are Alright (Dokumentarfilm)
- 1979: The Rose
- 1979: Das schwarze Loch (The Black Hole)
- 1980: Der Höllentrip (Altered States)
- 1981: Die Hand (The Hand)
- 1981: Cheech & Chongs heiße Träume (Nice Dreams)
- 1981: Flucht oder Sieg (Escape to Victory)
- 1984: Menschen am Fluß (The River)